# 1874 en chimie
Cet article présente les faits marquants de l'année 1874 en chimie.

## Évènements
- Le Français Joseph Achille Le Bel et le Néerlandais Jacobus Henricus Van 't Hoff créent la stéréochimie[1]. Ils développent de manière indépendante un modèle de liaison chimique pour expliquer les expériences de chiralité de Pasteur[2]. Ils observent que les quatre liaisons d’un atome de carbone forment les quatre côtés d’un tétraèdre, ouvrant la voie à la chimie moléculaire.

- Le physicien et astronome irlandais George Johnstone Stoney émet l’hypothèse selon laquelle l’électricité est due à des corpuscules élémentaires, auxquels il donne en 1891 le nom d’électrons[3].
- Le chimiste suédois Per Teodor Cleve aboutit à la conclusion que le didyme est en fait formé de deux éléments : le néodyme et le praséodyme[4].
- Le chimiste britannique Alder Wright synthétise pour la première fois la diacétylmorphine, ou diamorphine, un dérivé de la morphine, l'héroïne[5].
- Le chimiste autrichien Othmar Zeidler (en) synthétise le dichlorodiphényltrichloroéthane (DTT)[6].

## Naissances
- 14 juillet[7] : André-Louis Debierne (mort en 1949), chimiste français.
- 25 juillet[8] : Sergueï Vassilievitch Lebedev (mort en 1934), chimiste russe.
- 27 août[9] : Carl Bosch (mort en 1940), ingénieur et chimiste allemand.
- 26 octobre[10] : Thomas Lowry (mort en 1936), chimiste anglais.
- 27 novembre[11] : Chaim Weizmann (mort en 1952), chimiste britannique puis israélien, premier président d'Israël[11].

## Décès
- 2 novembre[12] : Thomas Anderson (né en 1819), chimiste écossais.
- 26 novembre[13] : Pierre Alexis Francis Bobœuf (né en 1807), chimiste français.